# 호세 루이스 페르난데스 만사네도
호세 루이스 페르난데스 만사네도(스페인어: José Luis Fernández Manzanedo, 1956년 2월 10일, 카스티야 이 레온 주 부르고스 ~)는 스페인의 전 축구 선수였다. 현역 시절 골키퍼로 활약했으며, 부르고스에서 신고식을 치렀다. 현재 그는 부르고스 프로메사스의 회장이며 부르고스의 이사회원이다.

## 클럽 경력
호세 루이스 페르난데스 만사네도는 1973년에 17세의 나이로 부르고스에 입단했다. 입단 4년 후, 발렌시아 감독 마르셀 도밍고가 그의 입단을 설득해 이적했고, 1977년부터 1985년까지 동지의 수문장으로 활약했다. 그가 거둔 최고의 성과는 1979년에 트로페오 리카르도 사모라의 주인공이 되고, 코파 델 레이를 우승한 것이었다. 1985-86 시즌, 그는 바야돌리드에서 1년을 머룰렀고, 사바델을 거쳐 1992년에 쿨투랄 레오네사에서 은퇴했다.

## 국가대표팀 경력
그는 스페인 국가대표팀 경기 출전 경험도 있는데, 1977년 9월 21일, 쿠벌러 라슬로 감독 체제에 베른에서 열린 스위스전에 출전했다.

## 수상

### 클럽
부르고스
- 세군다 디비시온: 1975–76

발렌시아
- 코파 델 레이: 1978–79
- 유러피언 컵위너스컵: 1979–80
- UEFA 슈퍼컵: 1980

### 개인
- 트로페오 리카르도 사모라: 1978–79